# Trachyandra pyrenicarpa
Trachyandra pyrenicarpa là một loài thực vật có hoa trong họ Thích diệp thụ. Loài này được (Welw. ex Baker) Oberm. miêu tả khoa học đầu tiên năm 1962.